# معیت
معیّت یا همبودی (به انگلیسی: Simultaneity) به معنی با هم بودن دو شیء است چه در زمان و چه از لحاظ منطقی. فرهنگستان زبان فارسی این واژه را همزمانی معنا کرده است. 
۱- همبودی زمانی عبارت است از حدوث اشیاء در زمان واحد. این همبودی یا مطلق است یا نسبی است.
همبودی مطلق عبارت است از وجود اشیاء در زمان واحد یا در زمانی که اجزاء آن متجانس است و اوقات وجود آن، نسبت به موقعیت شخص مشاهده کننده تفاوت نمی‌کند.
همبودی نسبی عبارت است از وجود همزمان اشیاء در زمان محلی واحد. این همبودی، چنان‌که اینشتین گفته‌است، نسبت به مکان شخص بیننده، متغیر است.
۲- همبودی منطقی عبارت است از تصدیقات موجبه یا سالبه‌ای که در یک فعل ذهنی واحد مندرج باشند. از قبیل آنچه در ضرب منطقی یا آراء مربوط به یک دستگاه فکری واحد رخ می‌دهد.